# Andrew Weatherall
Pour les articles homonymes, voir Weatherall.
Andrew Weatherall, né le 6 avril 1963 à Windsor (Berkshire) et mort le 17 février 2020 à Londres, est un DJ, compositeur et producteur de musique électronique britannique.

## Biographie
DJ influent de la scène acid house londonienne au début des années 1990, Andrew Weatherall produit l'album Screamadelica du groupe Primal Scream, et est l'auteur du remix à succès Loaded (en), ce qui en fait un producteur et remixeur reconnu au Royaume-Uni. Il produit et remixe également pour New Order, Beth Orton et Happy Mondays.
En 1992, il fonde le groupe de techno expérimentale The Sabres of Paradise. Il est aussi connu pour être un des membres du duo Two Lone Swordsmen, qu'il a fondé avec Keith Tenniswood.
En 2013, il crée un festival de musique à son nom, devenu Convenanza, à Carcassonne.
Il meurt d'une embolie pulmonaire à l'âge de 56 ans au Whipps Cross University Hospital de Londres le 17 février 2020.

## Discographie
- Nine (2001)
- Machine Funk Specialists 1 and 2 (2002)
- Fabric 19 (2004)
- From the Bunker (2004)
- Sci Fi Lo Fi 1 (2007)
- Andrew Weatherall Vs The Boardroom (2008)
- A Pox on the Pioneers (2009)
- Andrew Weatherall Vs The Boardroom Volume 2 (2009)
- Masterpiece (2012)
- Ruled by Passion, Destroyed by Lust (The Asphodells) (2013)
- The Phoenix Suburb (and Other Stories) (The Woodleigh Research Facility) (2016)
- Covenanza[5] (2016)
- Consolamentum[5] (2016)
- Qualia (2017)